# 김난향
김난향은 대한민국의 미디어 믹스《안녕 자두야》에 등장하는 가공의 인물이다.

## 캐릭터 소개
자두의 엄마로, 혈액형 A형이자 가사노동 때문에 맞벌이를 하지 못하고, 기업 과장인 자두아빠가 일을 해서 벌어오는 돈만으로 집안살림을 꾸려야 하기 때문에 억척스러울 수 밖에 없다. 자두를 자주 부려 먹었지만, 자두 보다는 미미, 승기를 좋아한다.

### 여고시절
어린 시절 아버지가 여성의 배움에 반대하는 차별을 극복하고 대학교까지 나온 여성. 하지만 지금도 여학생때처럼 운동을 잘 한다.

### 첫사랑
그녀를 사모하는 착실하고 조용한 청년도 있으며 그녀도 내심 마음이 있었던 것 같으나 남자가 당시 비전이 없어서 자신감을 갖지 못했고, 미적대는 통에 당시 그녀를 적극적으로 꼬시던 현재의 남편에게 넘어갔다. 그래도 첫사랑의 추억은 가지고 있어서인지, 결혼식장에 온 첫사랑이 눈물을 흘리는 모습이 찍힌 결혼사진을 가지고 있다.

### 임신
원래는 최승기와 한 살 터울로 넷째 아이도 임신했었으나 시골로 내려가 몸조리 중에 유산되었다. 그 이야기 중에는 이 아이의 유령으로 묘사되는 그 아이가 남매 앞에 나타나기도 했다. 
종교는 알 수 없지만 개신교 교회에 다니면서도, 남편의 승진을 위해서라면 하나님이 용서해주실 것이라면서 부적을 기꺼이 붙인다.

## 성격
장녀 최자두와 성격과 생김새가 닮았다. 가족들에게 조금 얄미운 짓도 마다 하지 않는다. 작중에서는 지금은 짠순이에 억척스럽고, 다혈질에 뚱뚱하고 파마머리를 한 전형적인 한국 아줌마로 묘사된다. 
조금 얄미운 남편 뒷바라지를 하고 행실 단속도 하고 자식 셋을 낳으며 억척스럽게 살다 보니 지금의 전형적인 한국 아줌마가 되었지만 연애시절의 감성은 지금도 있기도 하며 매우 강하고, 자존심도 강한 편이다.

## 가족 관계

### 최호돌
남편이며, 얄밉게 생각하며 남편을 사람으로 취급하지 않고 장난감으로 취급을 하지만 사이가 좋은 경우는 그다지 많지 않다.

### 최자두
첫째딸이며, 서로 많이 싸우면서 일상생활을 보내지만 중요할때는 협력도 하며, 싸움을 잠시 휴전한다.

### 최미미
둘째딸이며, 자두보다는 아끼는 구석이 많다.

### 최승기
막내아들이며, 유일하게 아끼는 구석이 있다.

## 같이 보기
- 안녕 자두야

1. ↑  시즌1에서는O형으로나왔다